# Władysław Frączek
Władysław Frączek (Stryszawa, 27 dicembre 1895 – Breslavia, 19 gennaio 1969) è stato un militare polacco, già distintosi come ufficiale nel corso della prima guerra mondiale, e poi nella guerra sovietico-polacca. Insignito due volte dell'Ordine Virtuti militari.

## Biografia

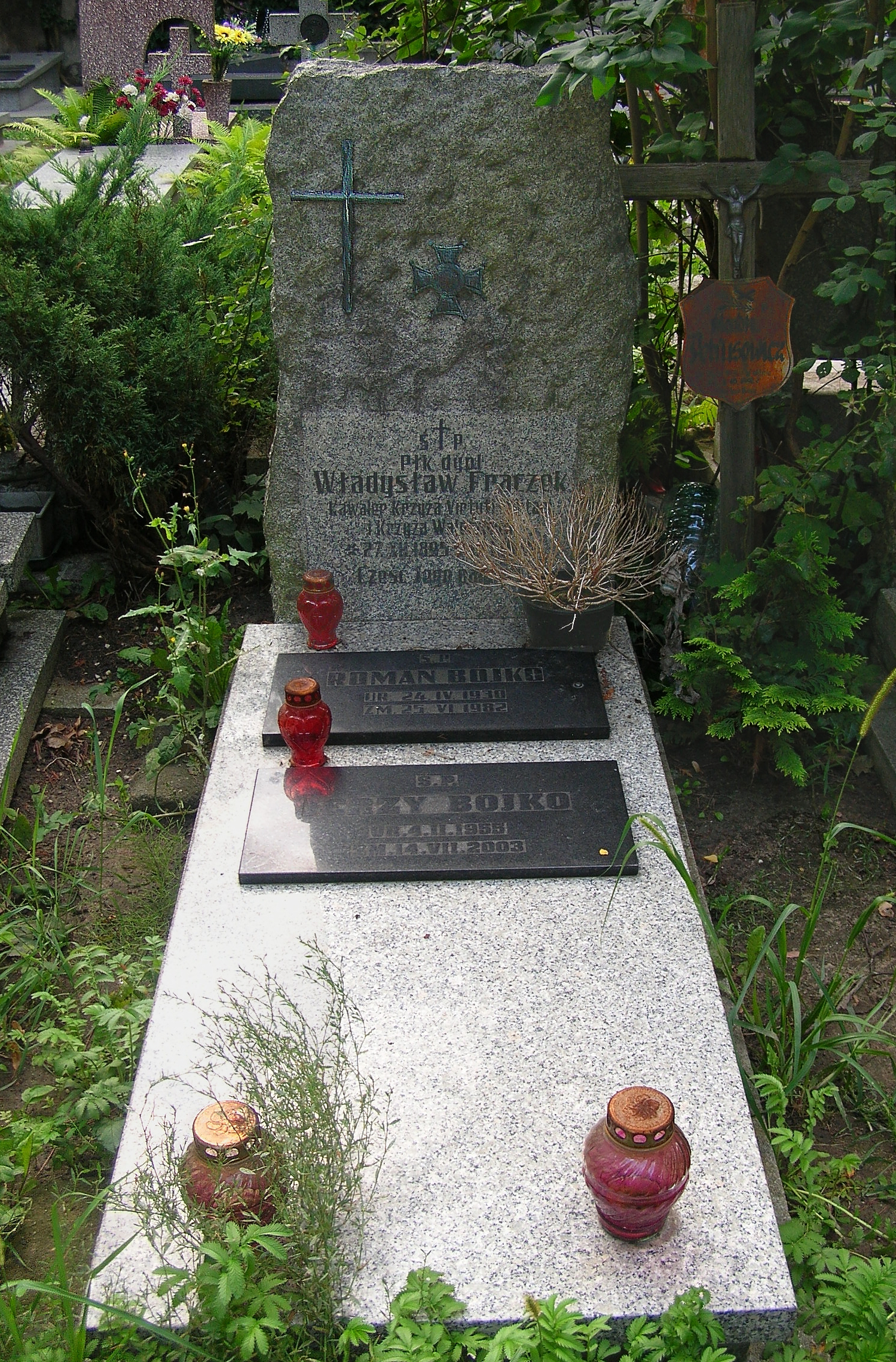
Tomba del colonnello Władysław Frączek presso il cimitero di San Wawrzyniec a Breslavia.

Nacque il 27 dicembre 1895 a Stryszawa, allora parte dell'Impero austro-ungarico. Dal 1906 studiò alla scuola media di Bochnia, dove conseguì la maturità nel 1914, divenendo membro della locale associazione fucilieri. Nell'agosto 1914 si unì alle legioni polacche e prestò servizio nel 3º Reggimento fanteria della Legione. Partecipò alla battaglia di Rarańcza. Dopo aver completato il corso da ufficiale a Zegrze, fu promosso alfiere. Dopo la crisi del giuramento, dal settembre 1917 prestò servizio nel battaglione di riserva del Corpo ausiliario polacco. Da febbraio a giugno 1918 fu internato dalle autorità austriache in un campo in Ungheria e successivamente in Italia.
Ritornato in Polonia dal novembre 1918, prese parte alla difesa di Leopoli. Successivamente prestò servizio come comandante di plotone e comandante della 4ª e 11ª Compagnia del 4º Reggimento fanteria della Legioni. Nell'agosto 1920 fu trasferito al 3º Reggimento fanteria della Legione, nel quale comandò il 2º Battaglione, la 5ª Compagnia e il 1º Battaglione. Durante questo periodo prende parte alla guerra polacco-sovietica.
Nel 1921 divenne ufficiale istruttore e poi prestò servizio come comandante del 1° Battaglione del 3° Reggimento fanteria della Legione. Nell'agosto 1923 prese il comando del 3° Battaglione e nel febbraio dell'anno successivo quello del 2° Battaglione.  Il 31 marzo 1924 il Presidente della Repubblica di Polonia gli conferì il grado di maggiore con anzianità dal 1 luglio 1923. Nell'aprile 1925 gli furono affidati i compiti di vice comandante del 3° Reggimento fanteria. Nel settembre dello stesso anno prese il comando del 3° Battaglione.
Il 1° novembre 1925 iniziò gli studi al Corso Normale della Scuola di guerra di Varsavia. Il 28 ottobre 1927, terminato il corso e conseguito il diploma di ufficiale di stato maggiore, fu assegnato all'Accademia Militare in qualità di assistente. Successivamente fu docente presso il servizio del personale operativo e dal 1929 capo del dipartimento di tattica generale. Il 24 dicembre 1929 il presidente della Repubblica di Polonia gli conferì il grado di tenente colonnello nel corpo degli ufficiali di fanteria.  Il 1º gennaio 1931 fu trasferito come direttore scientifico alla Scuola per cadetti sottufficiali di Bydgoszcz.   Nell'aprile 1932 fu trasferito all'Ufficio amministrativo generale del Ministero degli Affari Militari come capo del dipartimento dei regolamenti di servizio.  Nel 1935 fu trasferito alla carica di capo del dipartimento di amministrazione e istruzione presso l'ufficio amministrativo generale del Ministero degli Affari Militari. Nel novembre 1935 fu nominato comandante del reggimento KOP "Wożyn" e nel 1938 comandante del 15º Reggimento fanteria a Dęblin. Fu nominato colonnello con anzianità il 19 marzo 1939.
Prese parte alla campagna di settembre come comandante del 15º Reggimento fanteria della 28ª Divisione fanteria. Il 3 settembre 1939 fu gravemente ferito durante i combattimenti sul fiume Warta vicino a Rychłocice e il suo reggimento fu smembrato. Le sue ferite furono curate prima a Łódź e poi a Vilnius. Dopo essersi ripreso dalle ferite nella primavera del 1940, divenne ufficiale della base n. 3 della Związek Walki Zbrojnej a Vilnius.
Nell'aprile 1943 fu trasferito a Varsavia, dove assunse la carica di capo del dipartimento delle operazioni nel III Dipartimento del quartier generale dell'Armia Krajowa (Esercito nazionale), e all'epoca usò il nome "Witold Sawicki". Il 23 agosto 1943 divenne capo di stato maggiore dell'area di Varsavia dell'esercito nazionale.
Mantenne questa posizione fino all'ottobre 1944, poi utilizzò lo pseudonimo "Wid". Accompagnò il comandante della zona di Varsavia dell'Esercito nazionale, generale "Łaszcz" (Albin Skroczyński), durante il suo ultimo briefing presso il quartier generale dell'Esercito nazionale il 30 luglio 1944, durante il quale fu presa la decisione finale di avviare la rivolta di Varsavia. Il 29 settembre 1944 fu insignito della quarta Croce al valore. 
Dopo la capitolazione delle unità ribelli, fu imprigionato nell'Oflag IIC Woldenberg. 
Dopo la fine della seconda guerra mondiale ritornò in Polonia e fu considerato invalido di guerra. Fu curato per la tubercolosi nel sanatorio Gostynin-Kruk e allo stesso tempo lavorò lì nell'amministrazione fino al suo pensionamento nel 1968. Visse poi a Breslavia, dove morì il 19 gennaio 1969.
Negli anni 2005–2007 gli fu intitolato il 5° Battaglione del genio di Dęblin.